# كأس بلغاريا 1952
كأس بلغاريا 1952 (بالبلغارية: Купа на Съветската армия 1952)‏ هو موسم من كأس بلغاريا. أشرف على تنظيمه اتحاد بلغاريا لكرة القدم، وفاز فيه سلافيا صوفيا.